# Liste der Monuments historiques in Moutiers (Ille-et-Vilaine)
Die Liste der Monuments historiques in Moutiers (Ille-et-Vilaine) führt die Monuments historiques in der französischen Gemeinde Moutiers auf.

## Liste der Bauwerke
| Bezeichnung      | Beschreibung                  | Standort | Kennzeichnung | Schutzstatus | Datum | Bild           |
| ---------------- | ----------------------------- | -------- | ------------- | ------------ | ----- | -------------- |
| Kirche St-Martin | Erbaut ab dem 15. Jahrhundert | (Lage)   | PA00090641    | Inscrit      | 1977  | weitere Bilder |

## Liste der Objekte

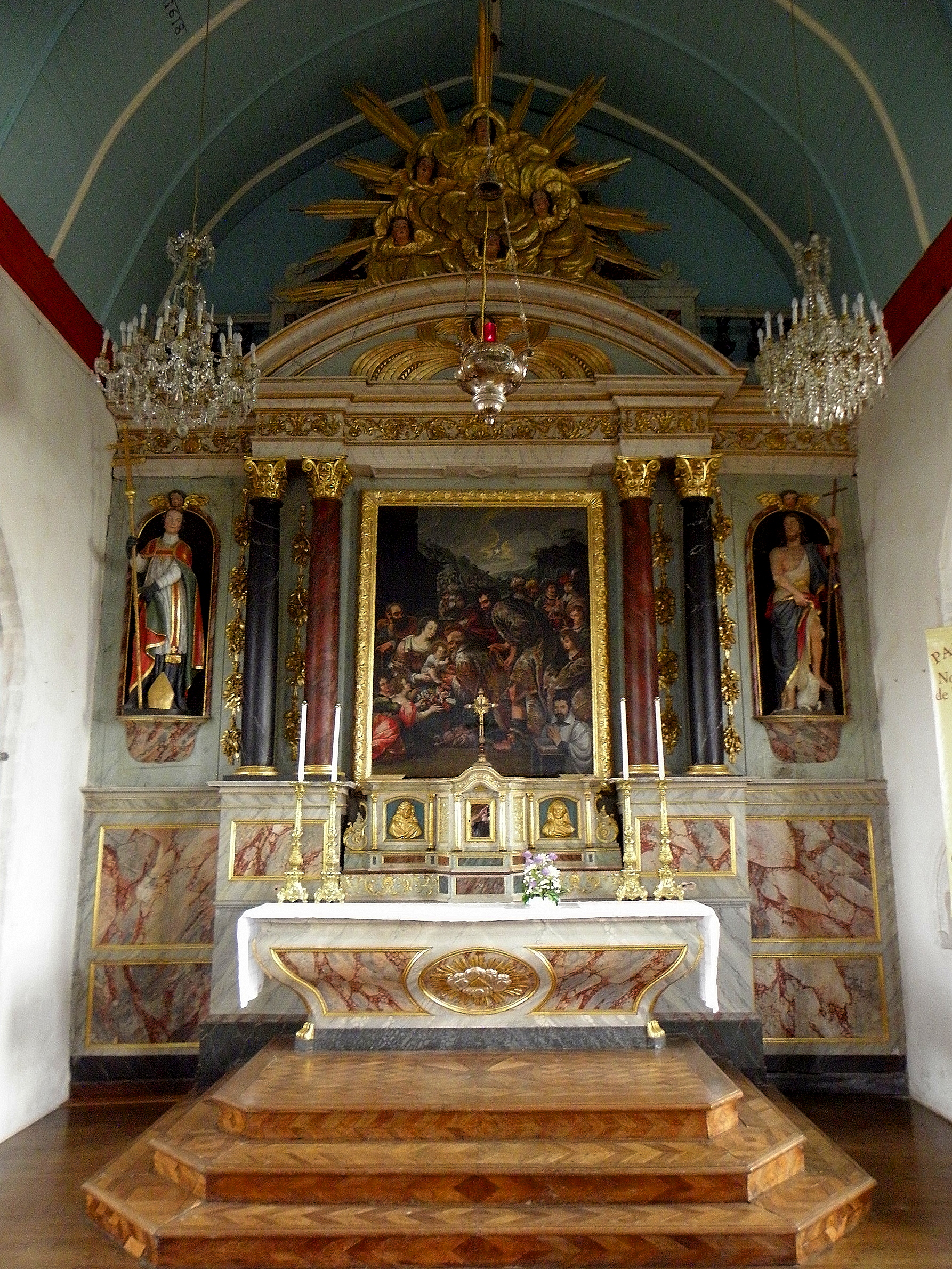
Hauptaltar (Anfang des 17. Jahrhunderts) in der Kirche St-Martin

- Monuments historiques (Objekte) in Moutiers (Ille-et-Vilaine) in der Base Palissy des französischen Kultusministeriums